# Mielichhoferia linderi
Mielichhoferia linderi är en bladmossart som beskrevs av Thériot 1930. Mielichhoferia linderi ingår i släktet kismossor, och familjen Bryaceae. Inga underarter finns listade i Catalogue of Life.